# Goran Huskić
Goran Huskic (nacido el 26 de marzo de 1992 en Belgrado, Serbia) es un jugador de baloncesto serbio, que ocupa la posición de Pívot. Actualmente juega en el Obradoiro CAB de Primera FEB.

## Trayectoria deportiva
La temporada 2012-13 el joven serbio jugó en la NJCAA con el Howard College logrando una media de 7.2 puntos y 4.8 rebotes. 
Más tarde, Huskic vuelve al Radnicki Obrenovac serbio, en el que disputó 6 partidos desde su llegada en diciembre de 2012 promediando 20.3 puntos, 10 rebotes, 1.7 asistencias, 2 tapones y 3.2 robos. 
En julio de 2013 el pívot de 2.10 metros llega a San Sebastián, procedente Radnicki OB de la Serbia-B League.
Después de dos años en San Sebastián, en 2015 ficha por el CB Peñas Huesca de Liga LEB.
En el año 2016 firma contrato con el CB Miraflores de Burgos. El jugador se incorporó al San Pablo Burgos en la temporada 2016-17, equipo con el que conseguiría el ascenso a ACB esa misma temporada tras una gran campaña en LEB Oro. 
En la temporada 2018-19, consiguió promediar con los burgaleses 10.6 puntos, 5.7 rebotes y 14.6 de valoración, convirtiéndose en uno de los pilares fundamentales del equipo.
En noviembre de 2020, firma por el Bilbao Basket de la liga ACB, cedido hasta el final de la temporada por el San Pablo Burgos.
El 21 de julio de 2021, firma por el Mitteldeutscher BC Weißenfels de la Basketball Bundesliga.
El 30 de julio de 2023, firma por el Club Basquet Coruña de la Liga LEB Oro.
El 12 de julio de 2025, firma por el Obradoiro CAB de Primera FEB.